# ジョン・C・リリー

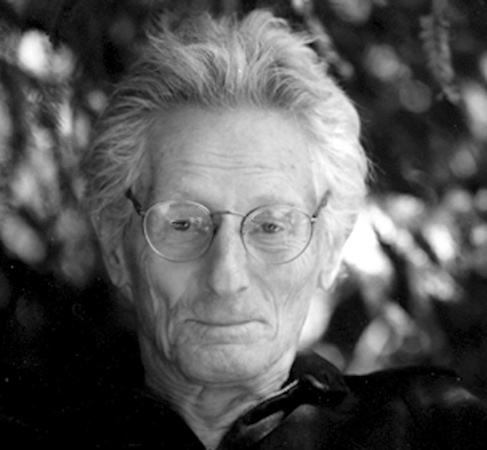

ジョン・カニンガム・リリー（英語: John Cunningham Lilly、1915年1月6日 - 2001年9月30日）は、アメリカ合衆国の脳科学者、内的探索者、著作家。脳と身体と心の活動の関係について研究し、また、イルカのコミュニケーションを最初は科学的に、後に非正統的な方法で研究し、イルカの科学的研究と神秘主義を接続した。カウンターカルチャー、ヒューマンポテンシャル運動、サイケデリック・ムーブメント（幻覚剤LSDがもたらす知覚体験を元にしたサブカルチャーの一大潮流）の第一人者として記憶されており、映画『イルカの日』のモデルとなった事で知られている。
生涯を通して一貫したテーマは意識におけるリアリティの研究であった。最初は脳神経活動から解明を試みる立場だったが、当時の科学者たちは、脳神経に電極を通す研究がFBIなどの政府情報機関の洗脳に悪用される可能性を懸念しており、1959年頃には神経学的アプローチを断念して、アイソレーション・タンク（感覚遮断タンク）や幻覚物質を用いた研究、イルカのコミュニケーションに重点を移し、1960年代から1970年代にかけて意識探求の第一人者としてカルト的な地位を確立した。リリーは幻覚物質は洗脳の手段として使用されるのではなく、個人が自分の心のコントロールを取り戻し、自分の考えや行動に対する主体性を維持するための手段として利用できると主張した。自身を実験体とする彼の様々な研究は、厳格さと基準を欠いているとして科学界の怒りをかき立てた。また、地球人が高いレベルの存在に進化するよう導く宇宙存在を幻視した。
リリーの研究は、冷戦時代の軍国主義科学への対抗でもあったカウンターカルチャー、動物・人間・機械・地球外生命の知能の違いをフラットにするサイバネティクスの夢、ドラッグや狂気による異質なるものの探求、知性を持つ自由な生き物の原型としてのイルカの文化的な台頭など、戦後アメリカ文化の多くのベクトルの交差点に位置するものだった。
タンクでの研究はケン・ラッセルの映画『アルタード・ステーツ/未知への挑戦』の題名で取り挙げられ、映画の主人公は彼とその変性意識状態がモデルと言われている。彼の影響でイルカの科学的研究を志した人も多いと言われる。一方、1990年代にはイルカブームが起こり、イルカとテレパシーで話したなどと主張する神秘家も多く出たが、この潮流にリリーの影響を指摘する声もある。

## 生涯
ミネソタ州セントポールでカトリックの銀行のオーナーの御曹司の家に生まれた。
父は東海岸のマサチューセッツ工科大学進学を強制しようとしたが、リリー自身はカリフォルニア工科大学を希望し、結果的にカリフォルニア工科大学へ進学し物理学を学んだ。1934年には、作家のオルダス・ハクスリーの『すばらしい新世界』に衝撃を受け、学術への関心が物理学から生物学に移り、脳の謎を説明するのに「より満足のいく」概念を提供する生物物理学に惹かれるようになった。
在学中に最初の結婚。恩師の忠告で脳を研究するためヒトの解剖学の講義を受けられるダートマス大学へ進学し医学を学び、転校してペンシルベニア大学を1938年に卒業し、医学博士号を取得した。また、アンナ・フロイトに師事した精神科医ロバート・ウェルダーの下で精神分析を学んだ。第二次世界大戦中は高空における人間の状態研究に従事し、ジェットパイロットのガス圧を測定するための機器を発明しており、ここから自身を実験体とする彼の研究スタイルが始まった。
1952年、神経生理学者として、「脳と身体と心の活動の関係についての研究プログラム」という野心的な提案を掲げ、メリーランド州ベセスダのアメリカ国立精神衛生研究所（NIMH）の大脳セクションの責任者の地位を引き受けた。10年間脳に関する実験を続け、「大脳のひだのどこかに隠れている意識的自己の追求」に没頭した。彼の研究目的は、コミュニケーション理論、神経生理学、精神分析学を組み合わせ、新しい脳マッピング技術を用いて、サル、ネコ、ヒト、そして後にはイルカの脳内の行動相関を物理的に特定し、操作することだった。
当時、神経生理学は、意識を維持するために脳に外部刺激が必要かという疑問があり、リリーは外部刺激を遮断した状態を観察するために、世界初のアイソレーションタンクを製造し、自分で最初に実験した。タンクは子宮のようであり、耐光性と防音性があり、塩水は34℃ほどに保たれていた。（「だから、水がどこで終わり、体がどこから始まるのかわからない」と彼は語っていた）。彼は、外部刺激がなくても脳が意識を失うことはないことに気付き、アイソレーションタンクが、白昼夢から体外離脱、別の現実に至るまで、様々な状態を生み出す可能性があることを発見した。人間が外部からの入力を完全に絶った場合、精神の内面の世界が増幅され、極彩色の色彩や前世体験、宇宙へ飛び出すといった体験をするという政府への報告書は、後に『バイオコンピュータとLSD』として出版されている。
実験を始めて最初の1年で、リリーのアイソレーションタンクの使用時間はどんどん伸びていき、「24時間こうして浮いていられたら最高だろうな」と、友人のピート・ショアライナーに言ったところ、フロリダに水棲生物のイルカを見に行くことを勧められた。当時イルカはニシンを食べる害獣でしかなかったが、リリーはフロリダのマリンスタジオを訪れ、イルカの脳の大きさを見て、クジラの知性の可能性に感銘を受け、バージン諸島にイルカのコミュニケーション研究所を開設し、10年間の実験を開始した。イルカに人間の声をまねするよう教えることができると気が付き、イルカが話している言語を知りたいと思うようになった。イルカは体積比における脳の割合で人間よりも大きな脳を持っている（と彼が考えた）ため、彼らの脳の方が進化しており、そのコミュニケーションのモードは人間よりも洗練されているだろうと仮説を立てた。脳を生命コンピュータとしてプログラミングの観点で考え、イルカに言葉を覚えさせる訓練を行った。
イルカのコミュニケーションと鯨類の未知の知性に関する彼の研究は、「Man and Dolphin（1961年）」（1961年）で発表され、人々の想像力をかき立てた。彼の研究の中心は、イルカの聴覚や発音を含む生体音響の研究であり、イルカのクイック&ホイッスル会話をテープに録音して分析した。音響技術、特にカセットテープはリリーの鯨類研究に欠かせないもので、彼はイルカのコミュニケーションを解読するために、また、人間の意識をループの繰り返しに陥る傾向から解放するために、カセットテープの使用を重視していた。研究から、イルカは人間に似た言語をはるかに速く話していると結論付けた。また、イルカにLSDを投与したが、特筆すべきことは起こらなかった。
カール・セーガンなどの天文学者は、リリーの研究に地球外知的生命体とのコミュニケーションへの利用の可能性を見出し、NASAは彼に資金援助を行い、1963年にカリブ海にもう一つの研究所を建設した。しかしイルカの言語の理解は成功せず、この頃から幻覚剤を摂取するようになった。
リリーがNIMHに在籍していた1950年代、LSDは合法であり、十分な量が供給されていた。彼はLSDと麻酔のケタミンを摂取するようになり、ケタミンを「ビタミンK」と呼んだ。リリーはアイソレーションタンクの実験を10年行ってから、1964年にアイソレーションタンクの中でLSDを摂取して実験した。その体験をリリーはこう語っている。「私は自分の体を離れ、無限の彼方、つまり人間離れした次元に行った。」「私は自分の脳の中を旅し、ニューロンとその活動を観察した。」
幻覚剤の摂取が増えるにつれ、研究所での研究への熱意は衰え、ディレクターであったグレゴリー・ベイトソンはプロジェクトを去り、1968年までに資金は枯渇した。リリーはその後の人生で、イルカのコミュニケーションの研究を、裕福な実家の私的な資金を使って、テレパシーのような非主流の方法で続けた。
1970年にヒューマンポテンシャル運動の中心地エサレン研究所の精神科医クラウディオ・ナランホらとともに、東西の知の融合を標榜した秘教の学校アリカ学院を訪れ、ここで精神教師ゲオルギイ・グルジエフの影響を受けたオスカー・イチャソの指導を8か月間受けて深い影響を受け、それまでの数年間に深めた洞察と体験を整理し、展開した。厳格な学院で、低次の状態から神との結合に至る9段階の意識の地図を学び、人格のエニアグラム、意識の図形配置を研究し、肉体的、精神的に厳しい修練の指導を受けて繰り返し行い、意識の解放を試みた。トランスパーソナル心理学のケン・ウィルバーに、イチャソと共に優れたグルジェフの探求者と評されている。

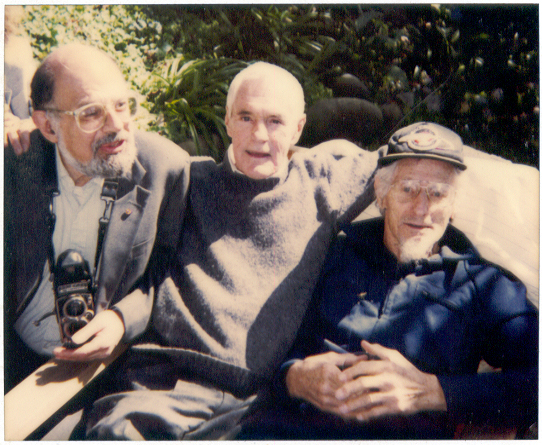
左:アレン・ギンズバーグ、中:ティモシー・リアリー、右:リリー、1991年

彼はケタミンをたびたび服用し（ケタミンとLSDを最もたくさん摂取した人間と言われた）、生涯で何度も命を危険にさらした。また、ケタミン服用中やアイソレーション・タンクに入ったままLSDを服用することで、地球外生命体のグループであるハイアラーキー（高次元の先導者）の「地球偶然統制局(ECCO, Earth Coincidence Control Office)」と呼ばれる存在に遭遇したと主張している。ECCOの目的は、人間を「破壊的なプログラミング」から遠ざけ、それによってより高いレベルの存在に進化させることだという。晩年、リリーはサイケデリックな幻視者とみなされるようになった。
1976年には、ヒューマン・ドルフィンファウンデーションを設立した。
ビート文学の詩人アレン・ギンズバーグ、心理学者で幻覚剤の精神への影響の研究者ティモシー・リアリー、物理学者のリチャード・ファインマンや天文学者で作家のカール・セーガンは、アイソレーションタンクに浸かるためにリリーの元に立ち寄ることで知られていた。
著作権侵害で映画『イルカの日』のプロデューサーを訴えて、お金は得たものの敗訴している。
多くの著書を残して2001年に死去。

## 思想
アリカ学院での経験を基礎に意識の地図を作り、『意識（サイクロン）の中心-内的空間の自叙伝』で紹介した。これは、主催者のオスカー・イチャソがグルジェフィアンであることから、グルジエフの影響が強くみられる。リリーは意識のレベルに自身の体験を通した独自の注釈を加え、肯定的なレベル（+）と否定的なレベル（-）がそれぞれ対応関係にあるとしている。リリーの階層的な意識の地図は、トランスパーソナル心理学のケン・ウィルバーの意識のスペクトルと対応関係が成り立つと思われる。当時のヒューマンポテンシャル運動やサイケデリック・カルチャーは、ドラッグや宗教的な行法、無意識を喚起する強力なセラピーの流行などで強烈な体験が先行し、一種の混乱状態があったが、こうした階層的な意識のモデルが、体験を整理する航海図の役割を果たし、リリーの著作はカルロス・カスタネダの一連の著作と並んで、ニューエイジの古典とみなされた。また、彼の意識の階層モデルは、人間が自我を超えて成長する可能性があることを心理学的な文脈で示唆した。「人類の存続には高い意識状態の体験が不可欠である」としたうえで、「もしも、我々が各自、せめて低いレベルのサトリを体験できるならば、我々はこの惑星を破壊したり、われわれの知る生命を絶滅させたりしないという希望が持てる」と語り、高い意識状態の体験を、社会的・精神的危機の時代を打開する一つの方向として示した。

| グルジエフの 振動レベル | 意識の状態 | サマーディ               | 状態の説明 |
| ----------------------- | ---------- | ------------------------ | --- |
| 3                       | +3         | ダルマ・メーガサマーディ | 救世主（マーディ）になる。古典的サトリ。宇宙的な心との融合、神との合一。頭上のマーの霊的センターにおいて、無からのエネルギーの創造者の一員になること。 |
| 6                       | +6         | サスミタ・ニル・ビージャ | 仏陀になる。意識、エネルギー、光、愛の点－源。意識の点、アストラル・トラベル、透聴の旅、透視の旅、時間の中での他の実体との融合、頭の心的センター（パス） |
| 12                      | +12        | サーナンダ               | 専門家的サトリあるいは基本的サトリのレベル。必要なプログラムの全てが生命コンピュータの無意識内にあり、円滑に機能している状態。自己はおのれが最もよく知っていて、やりたい楽しい活動に没頭している。下腹部の運動センター（カス） |
| 24                      | +24        | ビチャラ                 | 至福状態。キリストになる。グリーン・クトゥーバ。バラカの実現。神の慈悲の受容。宇宙的愛。宇宙的エネルギー。高められた身体的感覚。身体的意識と地球意識の最高の働き。恋に陥ること。肯定的なLSDのエネルギー状態に入り込むこと。胸にある感情センター（オス）                                                                                            |
| 48                      | +48        | ヴィタルカ               | 中立的な生命コンピュータの状態。新しい観念の吸収と伝達の状態。新しいデータとプログラムの需要と伝達の状態。肯定的でも否定的でもない中立的な状態で、教えることや学ぶことを最大限に促進すること。地上。 |
| 96                      | -24        | -                        | 否定的状態、苦痛、罪の意識、恐怖。しなければならないことを、苦痛、罪の意識、恐怖の状態ですること。いささかアルコールを飲み過ぎた状態。少量のアヘンを服用した状態。睡眠不足の一段階。 |
| 192                     | -12        | -                        | 極端に否定的な身体的状態。強烈な片頭痛の発作など、人はまだ身体の内部にいるが、意識は委縮し、禁じられ、自覚は苦痛を感じるためにのみ存在する。仕事や日常的な義務をこなせないほど苦痛はひどい。自己の上に制限が課せられ、人は孤立させられる。ひどい内的状態。                                                                                         |
| 384                     | -6         | -                        | 極端に否定的であるということを除けば、+6に似ている。煉獄に似た状況で、人は意識やエネルギーの点 ‐ 源にしかすぎなくなる。極端な恐怖。苦痛、罪の意識、顕著な無意味さ。 |
| 768                     | -3         | -                        | 宇宙に遍在する他の実体と融合するという点では+3に似ているが、それらは最悪である。自己は悪で、意味を持たない。これは悪の典型であり、想像しうる最深部の地獄である。これは永遠に続くかと思われるきわめて高いエネルギー状態でありうるが、地球の時計でほんの数分そこにとどまっているにすぎない。そこから逃げ出せる望みはない。人は永遠にそこにとどまる。 |
LSDなどの幻覚物質が、脳から魂の領域への抜け道、超越への「薬理学的な架け橋」になる可能性があると考え、特にケタミンは、脳・身体と魂の本質の間のつながりを緩めるため、本質は別の現実に移動することができると説き、その現象を「リーキー・マインド仮説」あるいは「エスケープ・セルフ仮説」と呼んだ。バイオコンピューターである物質的な人間と本質の結合部は、脳に局在しているのではなく、全身が本質と繋がっており、体のすべての細胞に本質が表されているのだという。

## 著書
- 『人間とイルカ―異種間コミュニケーションのとびらをひらく』 川口正吉訳、学習研究社。1965年。
- 『サイエンティスト-脳科学者の冒険』 菅靖彦訳、平河出版社。1986年。ISBN 978-4892031182。
- 菅靖彦 訳『意識(サイクロン)の中心―内的空間の自叙伝』平河出版社、1991年。ISBN 978-4892031892。
- 『バイオコンピュータとLSD』 菅靖彦訳、リブロポート。1993年。ISBN 978-4845707706。
- 『イルカと話す日』 神谷敏郎訳、尾沢和幸訳、NTT出版。1994年。ISBN 978-4871883191。
- 『ジョン・C・リリィ 生涯を語る』 フランシス ジェフリーとの共著、中田周作訳、筑摩書房、2003年。ISBN 978-4480087737。